# Nindokai
Nindokai är ett självförsvarssystem som i grunden bygger på japanska och andra kampsporter. Nindokai introducerades 1990 i Tyskland av doktor Gerhard Schönberger. Sedan dess har metoden ständigt varit under utveckling för att passa 2000-talets specifika behov, den har därför rönt stort intresse hos såväl polis som säkerhetsföretag.
Nindokai lär ut hur man avslutar en strid eller parerar ett angrepp på ett enkelt, snabbt och effektivt sätt med minsta möjliga risk för en själv.
Uttrycket Nindokai består av tre japanska tecken (kanji): nin = "bestående hjärta", do = "väg" och kai = "skola". Med andra ord betyder Nindokai skolan som lär ut ihärdighet.

## Koncept och teknik
Nindokai är varken en kampsport eller en kampkonst i traditionell bemärkelse utan ett metodiskt självförsvar. Kampsporter, som till exempel judo, präglas ofta av att de utövas i tävlingssituationer där reglerna syftar till att inte skada sin motståndare. Vidare är många kampkonster inriktade på att bevara de traditionella teknikerna från Samurajernas tid, vilka naturligtvis inte är anpassade till dagens behov. Detta är Nindokais grundläggande kritik mot de traditionella kampsporterna, något som också delas också av Bruce Lee i Jeet Kune Do-koncepet.
Detta till trots har Nindokai sina rötter i den japanska kampkonsten. Därifrån härstammar både många grundläggande tekniker (hållning, rulla, falla, undvikande) och uppförande under träningen (respekt, artighet, etikett). Ytterligare påverkan kommer från den militära närkampen, från Jujutsu samt från personskydd (bodyguard). Träningen innehåller inte bara vapenlösa tekniker (japansk Taijutsu) utan också kamp med och mot vapen eftersom många våldssituationer ofta innefattar någon form av vapen.
Efter en noggrann grundutbildning lär sig den avancerade eleven att använda sina inlärda metoder och tekniker instinktivt och konsekvent. På så vis lär sig varje elev ett självförsvar som är anpassat till den egna förmågan/kroppen.